# I-72
I-72 (Interstate 72) — межштатная автомагистраль в Соединённых Штатах Америки длиной 184 мили (296 км). Проходит по территории двух штатов.
| Штат  | миль | км  |
| ----- | ---- | --- |
| MO    | 2    | 3   |
| IL    | 182  | 285 |
| Всего | 184  | 298 |

## Маршрут магистрали

### Миссури
Interstate 72 проходит по территории Миссури немного более 2 миль. Западный конец дороги — пересечение с US 61. Мост через реку Миссисипи соединяет город Ганнибал с городом Квинси в Иллинойсе.

### Иллинойс
Длина I-72 на территории Иллинойса — 182 мили. Участок между Квинси и Спрингфилдом носит название «Центральноиллинойсской магистрали» (англ. Central Illinois Expressway).

## Основные пересечения
- I-55, Спрингфилд (Иллинойс)
- I-57, Шампейн (Иллинойс)